# منتخب صربيا لسباعيات الرغبي للسيدات
منتخب صربيا لسباعيات الرغبي للسيدات (بالصربية: Женска рагби 7 репрезентација Србије)‏ هو ممثل صربيا الرسمي في المنافسات الدولية في سباعيات الرغبي للسيدات
.